# Dunchideock
Dunchideock est une paroisse civile du Devon, située dans l'Angleterre du Sud-Ouest. 